# Basílica y Santuario Nacional de Nuestra Señora del Líbano (North Jackson)
La Basílica y Santuario Nacional de Nuestra Señora del Líbano (en inglés: Basilica and National Shrine of Our Lady of Lebanon) Es una Basílica Menor de la Iglesia Católica de rito Maronita ubicada en North Jackson, Ohio, Estados Unidos. Está bajo la jurisdicción de la Eparquía católica de Nuestra Señora del Líbano.
La primera propuesta para establecer un santuario a Nuestra Señora del Líbano se inició en 1960 entre los sacerdotes maronitas de los Estados Unidos y el arzobispo Patrick O'Boyle de Washington. Nada vino de esa propuesta por lo que el reverendo Peter Eid sugirió que los maronitas de la zona de Youngstown, Ohio construyeran el santuario. Se compraron 80 acres (32 ha) en 1961 y el templo se estableció dos años más tarde en 1963. El terreno para el edificio fue preparado el 16 de agosto de 1964 y la estatua de la Virgen María fue colocada en la torre el 20 de julio de 1965.  El santuario es una réplica del santuario original en Harissa, Líbano. La instalación fue terminada y dedicada por el obispo auxiliar James Malone de la diócesis de Youngstown el domingo 15 de agosto de 1965. El papa Francisco decretó el 8 de julio de 2014 que el santuario fuese elevado al estatus de una basílica menor.